# آملیا برگنر
آملیا برگنر (انگلیسی: Amelia Bergner; ۱ ژانویهٔ ۱۸۵۳ – ۱ ژانویهٔ ۱۹۲۳) یک عکاس آمریکایی بود. برگنر به خاطر عکس‌هایش از برگ‌ها و موضوعات گیاه‌شناسی، که در دهه ۱۸۷۰ خلق کرد، شهرت دارد.
آثار او در مجموعه‌های موزه اورسی در پاریس، موزه هنر راکلین مورفی در ساوث بند، موزه هنرهای زیبا هیوستون، موسسه هنر شیکاگو، موزه هنرهای معاصر سان فرانسیسکو، موزه هنر فیلادلفیا و موزه هنر نلسون اتکینز در کانزاس سیتی گنجانده شده است. 